# 威廉瓊斯盃國際籃球邀請賽
威廉瓊斯盃國際籃球邀請賽（英語：William Jones Cup International Tournament）是1977年起由中華民國籃球協會在臺灣主辦的國際性籃球賽事，本賽事是為了紀念1970年代國際籃球總會秘書長雷納托·威廉·瓊斯對台灣籃壇的友善支持而命名，賽事採非奧會模式舉辦。近年瓊斯盃成為亞洲各國為正式國際賽備戰的熱身賽。
在中華民國於1970年代喪失國際奧會會籍以後，迄1980年代以中華台北名義重新取得參與國際體育賽事權利的年代裡，瓊斯盃乃是臺灣籃壇與國際籃壇交流最重要的窗口。
只要未出現特殊事由，都是男籃和女籃同時舉辦。
歷屆以來地主中華民國組軍參賽的名義包括：國內單一球隊（裕隆、國泰等）、中華隊、光華隊、中華藍 / 中華白、大專明星、世大運等。
現今國際賽賽事眾多，除了瓊斯盃以外，中華隊能參與到的重要賽事尚包含兩年一度的亞洲錦標賽與其資格賽——東亞錦標賽、亞洲運動會、東亞運動會（後改組為東亞青年運動會）、亞洲史坦克維奇盃籃球賽（今亞洲籃球挑戰賽）。現今其他區域歷史悠久的邀請賽均已經絕跡，故瓊斯盃成為當前世界上歷史悠久、規模甚大的友誼邀請賽。至今邀請賽的各個參賽國未必是精銳盡出，多數時候派出青年軍應戰，大多除非是該年度有亞錦賽、奧運等重要賽事才會派出主力來以賽代訓。但由於中華籃協未建立與採取分級徵召或邀請球員的制度，使得中華民國在歷屆依然派出國內菁英參賽、失去培養新進球員為主的機會。

## 歷史與意義
早在1966年，威廉瓊斯博士還在任國際籃球總會秘書長時，就已經在西班牙舉辦過以他為名的邀請賽，後來再於義大利、巴西、美國、墨西哥和阿根廷等國舉行。
1974年，FIBA循中華人民共和國加入聯合國之例，讓中國籃協成為會員；而中華民國籃協一切相關組織被停止會籍。停會籍後的台灣已無從與其他會員國進行任何交流，可謂「籃球孤島」。1976年中華籃協新任理事長余紀忠親自造訪威廉·瓊斯，請求協助恢復會籍；惟迫於當時國際政治情勢仍無法恢復。
威廉·瓊斯於是決定，將以他個人為名的國際邀請賽在亞洲舉行為一種替代，並且授權予中華籃協舉辦。威廉·瓊斯將此授權書昭告於所有會員國，並以一訂製銀杯作為授權信物，且親自在台北市主持FIBA規則講習，使瓊斯盃的裁判得到FIBA理事長的直接認證。中華民國由此得以透過威廉瓊斯盃與日本、南韓、美國等會員國重啟籃球方面交流。1977年第一屆威廉瓊斯盃在台舉辦時的威廉瓊斯已卸下職位，掛名FIBA榮譽秘書長；他親臨現場並對台灣說：「世界籃球大家庭並沒有把你們遺忘。」往後威廉瓊斯年年來台，直至1980年身體欠佳並於1981年過世為止。1981年，新任FIBA秘書長波瑞斯拉夫·史坦克維奇在第五屆瓊斯盃親自宣布：台灣得以中華台北之名重返奧運、FIBA。即便如此，瓊斯盃仍維持非奧會模式，亦即稱呼自己國家隊為「中華隊」、「ROC」，可以出現中華民國國旗而非僅限中華奧會會旗。瓊斯盃既為當初被中華人民共和國排擠後的一條交流活路，在前FIBA秘書長的授權下開辦，此邀請賽雖非正式國際賽，仍是體育賽事裏少數得以展現台灣主場比賽。
然而，這也造成瓊斯盃歷年來未曾邀請過中華人民共和國的隊伍，僅於2005年邀請過華東女子籃球隊。2008年擬再邀請時，因奧運模式問題而告吹。顯見即便台灣海峽兩岸關係交流較為熱絡，仍有不少人士堅守著瓊斯盃的最原始意義。約從1998年開始，中華籃協為了賦予瓊斯盃新生命，便促使瓊斯盃些微轉型，邀請對象改以亞洲國家為主。今日瓊斯盃成為一些亞洲國為正式國際賽備戰的熱身賽事。
至於美國隊早期能邀請到NCAA第一级别的籃球員；後來美國逐漸不太重視奧運、世錦以外的海外比賽，就少有球技令人驚豔的球員來台。有時組編來台的美國隊亦曾以傳教名義而來，但偶爾還是會有球技等級明顯高於亞洲水準的球員在其中。90年代後由於亞洲籃球聯盟日益鼎盛，亞洲「洋將」的「職缺」愈來愈多，特別是中國男子籃球職業聯賽提供職業球員相當高的薪水；為此美國隊在參賽成員編組構想上也逐漸轉型，改由不想參與NBA想走洋將路線的美國人組隊，提供欲往海外打球的美國球員一個展現身手機會能被亞洲國家認識。
世界其他以威廉·瓊斯為名的邀請賽，早在1987年、1996年後就陸續不再冠名舉辦；如今於亞洲的瓊斯盃是唯一尚留有威廉·瓊斯之名的賽事續存。

## 奪冠次數
男子組
| 國家     | 冠軍次數 |
| -------- | -------- |
| 美国     | 16       |
| 菲律賓   | 8        |
| 伊朗     | 5        |
| 加拿大   | 3        |
| 中華民國 | 2        |
| 约旦     | 2        |
|          | 2        |
| 瑞典     | 1        |
| 墨西哥   | 1        |
| 西德     | 1        |
| 新西兰   | 1        |
|          | 1        |

女子組
| 國家     | 冠軍次數 |
| -------- | -------- |
|          | 12       |
| 美国     | 9        |
| 中華民國 | 8        |
| 日本     | 6        |
| 加拿大   | 2        |
| 匈牙利   | 1        |
| 俄羅斯   | 1        |
|          | 1        |
| 新西兰   | 1        |

## 歷屆成績[4]

### 1977-1986
- 第二屆首度無女子組參賽，第三屆首度無男子組參賽。
- 第四屆開始以「中華隊」之名出賽。

| 屆別 年份     | 日期             | 組別 | 名次         | 名次     | 名次         | 名次     | 名次       | 名次   | 名次   | 名次     | 名次         | 名次   | 名次     | 名次   | 名次     | 名次   | 名次 |
| 屆別 年份     | 日期             | 組別 | 冠軍         | 亞軍     | 季軍         | 殿軍     | 五         | 六     | 七     | 八       | 九           | 十     | 十一     | 十二   | 十三     | 十四   | 十五 |
| ------------- | ---------------- | ---- | ------------ | -------- | ------------ | -------- | ---------- | ------ | ------ | -------- | ------------ | ------ | -------- | ------ | -------- | ------ | ---- |
| 第一屆 1977年 | 7月6日～8月1日   | 女子 | 韓國         | 國泰人壽 | 法國         | 華航     | 美國       | 亞東   | 丹麥   |          |              |        |          |        |          |        |      |
| 第一屆 1977年 | 7月6日～8月1日   | 男子 | 美國挑戰者   | 東華盛頓 | 飛駝         | 裕隆     | 菲律賓     | 榮工   | 韓國   | 丹麥     | 沙烏地阿拉伯 |        |          |        |          |        |      |
| 第二屆 1978年 | 6月16日～6月30日 | 男子 | 美國布魯斯德 | 韓國     | 美國惠得學院 | 台北市銀 | 美國凱尼斯 | 裕隆   | 飛駝   | 菲律賓   | 巴林         |        |          |        |          |        |      |
| 第三屆 1979年 | 5月18日～5月30日 | 女子 | 美國         | 韓國     | 華航         | 國泰人壽 | 亞東       | 美國   | 瑞典   | 玻利維亞 | 泰國         | 香港   |          |        |          |        |      |
| 第四屆 1980年 | 5月10日～6月7日  | 女子 | 韓國         | 中華白   | 美國         | 中華藍   | 紐西蘭     | 加拿大 | 瑞典   | 菲律賓   | 泰國         | 新加坡 |          |        |          |        |      |
| 第四屆 1980年 | 5月10日～6月7日  | 男子 | 瑞典         | 美國     | 巴拿馬       | 英國     | 紐西蘭     | 中華白 | 韓國   | 中華藍   | 菲律賓       | 丹麥   | 瓜地馬拉 | 新加坡 | 香港     |        |      |
| 第五屆 1981年 | 7月1日～7月31日  | 女子 | 韓國         | 美國     | 中華藍       | 荷蘭     | 西德       | 中華白 | 紐西蘭 | 加拿大   | 瑞典         | 英國   | 泰國     | 新加坡 | 瓜地馬拉 | 菲律賓 | 香港 |
| 第五屆 1981年 | 7月1日～7月31日  | 男子 | 菲律賓       | 瑞典     | 法國         | 美國     | 加拿大     | 中華藍 | 紐西蘭 | 韓國     | 哥倫比亞     | 中華白 | 英國     | 新加坡 | 香港     |        |      |

| 屆別 年份     | 日期             | 組別 | 名次   | 名次   | 名次   | 名次   | 名次   | 名次     | 名次   | 名次   | 名次   | 名次     | 名次   | 名次     | 名次         | 名次     | 名次 |
| 屆別 年份     | 日期             | 組別 | 冠軍   | 亞軍   | 季軍   | 殿軍   | 五     | 六       | 七     | 八     | 九     | 十       | 十一   | 十二     | 十三         | 十四     | 十五 |
| ------------- | ---------------- | ---- | ------ | ------ | ------ | ------ | ------ | -------- | ------ | ------ | ------ | -------- | ------ | -------- | ------------ | -------- | ---- |
| 第六屆 1982年 | 6月5日～7月5日   | 女子 | 加拿大 | 美國   | 澳洲   | 韓國   | 光華   | 瑞典     | 中華   | 法國   | 英國   | 比利時   | 菲律賓 | 新加坡   | 泰國         | 香港     |      |
| 第六屆 1982年 | 6月5日～7月5日   | 男子 | 美國   | 加拿大 | 法國   | 瑞典   | 韓國   | 哥倫比亞 | 中華   | 紐西蘭 | 奧地利 | 英國     | 光華   | 新加坡   | 香港         |          |      |
| 第七屆 1983年 | 6月15日～7月15日 | 女子 | 韓國   | 義大利 | 荷蘭   | 中華   | 瑞典   | 芬蘭     | 美國   | 法國   | 加拿大 | 光華     | 秘魯   | 日本     | 馬來西亞     | 薩爾瓦多 | 丹麥 |
| 第七屆 1983年 | 6月15日～7月15日 | 男子 | 美國   | 蘇格蘭 | 義大利 | 紐西蘭 | 中華   | 加拿大   | 日本   | 光華   | 瑞典   | 奧地利   | 韓國   | 希臘     | 馬來西亞     | 泰國     |      |
| 第八屆 1984年 | 6月5日～7月5日   | 女子 | 美國   | 巴西   | 義大利 | 西德   | 中華   | 加拿大   | 英國   | 法國   | 光華   | 澳洲     | 菲律賓 | 香港     |              |          |      |
| 第八屆 1984年 | 6月5日～7月5日   | 男子 | 美國   | 加拿大 | 荷蘭   | 義大利 | 西班牙 | 日本     | 中華   | 巴西   | 埃及   | 光華     | 菲律賓 | 海灣聯盟 | 泰國         | 馬來西亞 |      |
| 第九屆 1985年 | 6月15日～7月15日 | 女子 | 美國   | 加拿大 | 韓國   | 瑞典   | 西德   | 巴西     | 中華   | 日本   | 義大利 | 澳洲     | 光華   | 菲律賓   | 馬來西亞     | 泰國     |      |
| 第九屆 1985年 | 6月15日～7月15日 | 男子 | 菲律賓 | 美國   | 瑞典   | 烏拉圭 | 中華   | 韓國     | 義大利 | 加拿大 | 西德   | 馬來西亞 | 日本   | 泰國     | 沙烏地阿拉伯 | 光華     |      |
| 第十屆 1986年 | 5月19日～5月28日 | 男子 | 美國   | 韓國   | 日本   | 奧地利 | 中華   | 馬來西亞 | 泰國   |        |        |          |        |          |              |          |      |

### 1987-1997
- 1989年因中華體育館付之一炬停辦。

| 第十一屆 1987年 | 07/06～07/31 | 女子 | 美國   | 韓國 | 西德 | 日本     | 中華     | 比利時     | 馬來西亞 | 加拿大   |        |        |      |
| 第十一屆 1987年 | 07/06～07/31 | 男子 | 西德   | 美國 | 澳洲 | 中華藍   | 韓國     | 日本       | 馬來西亞 | 菲律賓   | 約旦   | 中華白 | 泰國 |
| 第十二屆 1988年 | 06/22～07/11 | 女子 | 韓國   | 美國 | 中華 | 日本     | 馬來西亞 |            |          |          |        |        |      |
| 第十二屆 1988年 | 06/22～07/11 | 男子 | 美國   | 澳洲 | 韓國 | 中華     | 日本     | 希臘       | 馬來西亞 | 菲律賓   |        |        |      |
| 第十三屆 1990年 | 06/11～07/01 | 女子 | 匈牙利 | 中華 | 巴西 | 韓國     | 日本     | 美國       | 荷蘭     | 馬來西亞 |        |        |      |
| 第十三屆 1990年 | 06/11～07/01 | 男子 | 墨西哥 | 波蘭 | 美國 | 韓國     | 中華     | 芬蘭       | 希臘     | 日本     |        |        |      |
| 第十四屆 1991年 | 06/29～07/21 | 女子 | 韓國   | 日本 | 美國 | 加拿大   | 南斯拉夫 | 中華藍     | 中華白   |          |        |        |      |
| 第十四屆 1991年 | 06/29～07/21 | 男子 | 美國   | 蘇聯 | 韓國 | 中華     | 德國     | 菲律賓     | 日本     | 尼加拉瓜 | 香港   |        |      |
| 第十五屆 1992年 | 06/20～07/12 | 女子 | 美國   | 澳洲 | 日本 | 拉脫維亞 | 中華     | 韓國       | 中華青年 | 紐西蘭   |        |        |      |
| 第十五屆 1992年 | 06/20～07/12 | 男子 | 美國   | 捷克 | 美華 | 中華     | 韓國     | 哥斯大黎加 | 日本     | 菲律賓   | 墨西哥 | 印尼   |      |

| 屆別 年份       | 日期         | 組別 | 名次     | 名次     | 名次     | 名次   | 名次   | 名次   | 名次     | 名次         | 名次 | 名次     | 名次 |
| 屆別 年份       | 日期         | 組別 | 冠軍     | 亞軍     | 季軍     | 殿軍   | 五     | 六     | 七       | 八           | 九   | 十       | 十一 |
| --------------- | ------------ | ---- | -------- | -------- | -------- | ------ | ------ | ------ | -------- | ------------ | ---- | -------- | ---- |
| 第十六屆 1993年 | 06/26～07/18 | 女子 | 國泰人壽 | 日本     | 美國     | 俄羅斯 | 台元   | 芬蘭   | 南韓     |              |      |          |      |
| 第十六屆 1993年 | 06/26～07/18 | 男子 | 美國     | 宏國     | 烏克蘭   | 新瑞   | 加拿大 | 日本   | 南韓     | 南非         |      |          |      |
| 第十七屆 1994年 | 06/26～07/18 | 女子 | 美國     | 韓國     | 哈薩克   | 南亞   | 加拿大 | 日本   | 國泰人壽 |              |      |          |      |
| 第十七屆 1994年 | 06/26～07/18 | 男子 | 美國     | 裕隆     | 匈牙利   | 加拿大 | 韓國   | 宏國   | 巴西     | 日本         | 埃及 |          |      |
| 第十八屆 1995年 | 08/14～08/26 | 女子 | 國泰人壽 | 南韓     | 美國     | 澳洲   | 南亞   | 俄羅斯 | 加拿大   |              |      |          |      |
| 第十八屆 1995年 | 08/14～08/26 | 男子 | 美國     | 斯洛伐克 | 宏國     | 裕隆   | 加拿大 | 韓國   | 捷克     | 俄羅斯       | 泰國 | 馬來西亞 |      |
| 第十九屆 1996年 | 08/14～08/26 | 女子 | 美國     | 斯洛伐克 | 澳洲     | 亞東   | 北韓   | 南韓   | 日本     | 國泰人壽     | 泰國 | 光華     |      |
| 第十九屆 1996年 | 08/14～08/26 | 男子 | 加拿大   | 俄羅斯   | 美國     | 裕隆   | 宏國   | 菲律賓 | 日本     | 沙烏地阿拉伯 | 南韓 | 光華     | 北韓 |
| 第二十屆 1997年 | 08/16～09/02 | 女子 | 韓國     | 美國     | 國泰人壽 | 俄羅斯 | 波蘭   | 日本   | 泰國     | 台電         |      |          |      |
| 第二十屆 1997年 | 08/16～09/02 | 男子 | 美國     | 立陶宛   | 光華     | 俄羅斯 | 日本   | 加拿大 | 菲律賓   | 中華         | 韓國 | 泰國     |      |

### 1998-2008
- 2003年因SARS疫情停辦。
- 2005年浙江華東女籃是瓊斯盃歷史上唯一一支來自中國大陸的隊伍。

| 第二十一屆 1998年 | 08/23～09/05 | 女子 | 美國青年 | 中華   | 日本   | 塞內加爾   | 泰國       | 韓國   |            |          |              |          |
| 第二十一屆 1998年 | 08/23～09/05 | 男子 | 菲律賓   | 中華   | 韓國   | 日本       | 哥斯大黎加 | 約旦   | 泰國       | 阿聯     | 沙烏地阿拉伯 | 馬來西亞 |
| 第二十二屆 1999年 | 07/27～08/07 | 女子 | 中華     | 紐西蘭 | 澳洲   | 加拿大     | 日本       |        |            |          |              |          |
| 第二十二屆 1999年 | 07/27～08/07 | 男子 | 韓國     | 中華   | 紐西蘭 | 哥斯大黎加 | 光華       | 巴林   | 南非       | 菲律賓   |              |          |
| 第二十三屆 2000年 | 07/23～07/29 | 女子 | 美國     | 日本   | 中華   | 韓國       | 馬來西亞   |        |            |          |              |          |
| 第二十三屆 2000年 | 07/23～07/29 | 男子 | 紐西蘭   | 韓國   | 中華   | 菲律賓     | 日本       | 南非   | 哥斯大黎加 | 馬來西亞 | 光華         | 香港     |
| 第二十四屆 2001年 | 08/16～08/24 | 男子 | 中華     | 韓國   | 俄羅斯 | 菲律賓     | 宏都拉斯   | 加拿大 | 蒙古       | 南非     |              |          |
| 第二十五屆 2002年 | 07/13～07/22 | 女子 | 俄羅斯   | 中華   | 日本   | 馬來西亞   |            |        |            |          |              |          |
| 第二十五屆 2002年 | 07/13～07/22 | 男子 | 澳洲     | 加拿大 | 新浪   | 日本       | 菲律賓     | 俄羅斯 | 中華       | 韓國     |              |          |

| 第二十六屆 2004年 | 07/18～08/01 | 女子 | 中華藍 | 韓國   | 中華白   | 加拿大   | 日本   | 德國   |        |        |        |      |
| 第二十六屆 2004年 | 07/18～08/01 | 男子 | 中華白 | 加拿大 | 澳洲     | 韓國     | 中華藍 | 卡 達  | 日本   | 菲律賓 | 德國   |      |
| 第二十七屆 2005年 | 07/16～07/31 | 女子 | 中華   | 紐西蘭 | 浙江華東 | 韓國     | 俄羅斯 | 日 本  |        |        |        |      |
| 第二十七屆 2005年 | 07/16～07/31 | 男子 | 美國   | 中華   | 菲律賓   | 俄羅斯   | 卡達   | 韓國   | 哈薩克 | 日本   | 澳洲   | 印度 |
| 第二十八屆 2006年 | 07/08～07/21 | 女子 | 日本   | 中華   | 義大利   | 紐西蘭   | 澳 洲  | 韓國   |        |        |        |      |
| 第二十八屆 2006年 | 07/08～07/21 | 男子 | 美國   | 中華   | 卡 達    | 韓 國    | 哈薩克 | 菲律賓 | 日本   | 澳洲   |        |      |
| 第二十九屆 2007年 | 07/02～07/17 | 女子 | 澳洲   | 中華藍 | 美國     | 韓國     | 紐西蘭 | 中華白 | 日本   |        |        |      |
| 第二十九屆 2007年 | 07/02～07/17 | 男子 | 約旦   | 黎巴嫩 | 菲律賓   | 伊朗     | 美國   | 韓國   | 中華   | 卡達   | 哈薩克 | 日本 |
| 第三十屆 2008年   | 07/10～07/24 | 女子 | 中華   | 澳洲   | 韓國     | 馬來西亞 |        |        |        |        |        |      |
| 第三十屆 2008年   | 07/10～07/24 | 男子 | 約旦   | 美國   | 澳洲     | 卡達     | 埃及   | 哈薩克 | 韓國   | 中華   |        |      |

### 2009-2018
- 第三十五屆，2013年7月14日，瓊斯盃男子組賽事只剩一天時，黎巴嫩因為收到消息，遭FIBA禁賽，無緣之後的亞錦賽，該國籃協指示棄權，因此原先參賽隊伍9隊，最終8隊收場。黎巴嫩先前已賽的賽事全不計入戰績與積分，亦即視作只有八隊參賽。已賽的七場戰績為二勝五負，贏過光華、日本，輸給中華、埃及、美國、約旦、南韓。
- 第三十八屆，美國隊首次有1位台籍球員(吳永盛)隨隊來台參加比賽。
- 第四十屆，首次有高中台籍球員高國豪和林庭謙參加比賽。

| 屆別 年份         | 日期         | 組別 | 名次     | 名次     | 名次     | 名次     | 名次     | 名次     | 名次     | 名次   | 名次   |
| 屆別 年份         | 日期         | 組別 | 冠軍     | 亞軍     | 季軍     | 殿軍     | 五       | 六       | 七       | 八     | 九     |
| ----------------- | ------------ | ---- | -------- | -------- | -------- | -------- | -------- | -------- | -------- | ------ | ------ |
| 第三十一屆 2009年 | 07/12～07/16 | 女子 | 韓國     | 中華     | 日本     | 馬來西亞 |          |          |          |        |        |
| 第三十一屆 2009年 | 07/18～07/26 | 男子 | 伊朗     | 約旦     | 黎巴嫩   | 中華     | 韓國     | 菲律賓   | 光華     | 哈薩克 | 日本   |
| 第三十二屆 2010年 | 07/14～07/20 | 女子 | 韓國     | 中華     | 大專明星 | 哈薩克   |          |          |          |        |        |
| 第三十二屆 2010年 | 07/14～07/20 | 男子 | 伊朗     | 黎巴嫩   | 日本     | 菲律賓   | 中華     | 大專明星 | 澳洲     |        |        |
| 第三十三屆 2011年 | 07/31～08/04 | 女子 | 中華     | 日本     | 世大運   | 印度     | 南韓     |          |          |        |        |
| 第三十三屆 2011年 | 08/06～08/14 | 男子 | 伊朗     | 韓國     | 菲律賓   | 中華     | 日本     | 約旦     | 馬來西亞 | 阿聯   |        |
| 第三十四屆 2012年 | 07/07～07/11 | 女子 | 國泰人壽 | 中華電信 | 日本     | 印度     | 馬來西亞 | 美國     |          |        |        |
| 第三十四屆 2012年 | 08/18～08/26 | 男子 | 菲律賓   | 伊朗     | 美國     | 中華     | 韓國     | 日本     | 黎巴嫩   | 約旦   | 光華   |
| 第三十五屆 2013年 | 08/14-08/18  | 女子 | 韓國     | 日本     | 中華     | 美國     | 光華     | 泰國     |          |        |        |
| 第三十五屆 2013年 | 07/06-07/14  | 男子 | 伊朗     | 中華     | 韓國     | 美國     | 埃及     | 約旦     | 日本     | 光華   | 黎巴嫩 |

| 屆別 年份         | 日期        | 組別 | 名次   | 名次   | 名次   | 名次   | 名次   | 名次   | 名次   | 名次   | 名次   | 名次 |
| 屆別 年份         | 日期        | 組別 | 冠軍   | 亞軍   | 季軍   | 殿軍   | 五     | 六     | 七     | 八     | 九     | 十   |
| ----------------- | ----------- | ---- | ------ | ------ | ------ | ------ | ------ | ------ | ------ | ------ | ------ | ---- |
| 第三十六屆 2014年 | 08/20-08/24 | 女子 | 加拿大 | 日本   | 韓國   | 中華藍 | 中華白 | 美國   |        |        |        |      |
| 第三十六屆 2014年 | 08/09-08/17 | 男子 | 韓國   | 中華藍 | 埃及   | 美國   | 中華白 | 日本   | 伊朗   | 約旦   |        |      |
| 第三十七屆 2015年 | 07/27-07/31 | 女子 | 韓國   | 日本   | 中華藍 | 美國   | 紐西蘭 | 中華白 |        |        |        |      |
| 第三十七屆 2015年 | 08/29-09/06 | 男子 | 伊朗   | 菲律賓 | 中華藍 | 俄羅斯 | 韓國   | 紐西蘭 | 美國   | 日本   | 中華白 |      |
| 第三十八屆 2016年 | 07/23-07/31 | 男子 | 菲律賓 | 韓國   | 中華藍 | 伊朗   | 日本   | 埃及   | 美國   | 中華白 | 印度   |      |
| 第三十八屆 2016年 | 08/03-08/07 | 女子 | 韓國   | 日本   | 中華藍 | 美國   | 中華白 | 泰國   |        |        |        |      |
| 第三十九屆 2017年 | 07/05-07/09 | 女子 | 日本   | 中華籃 | 紐西蘭 | 中華白 | 韓國   | 印度   |        |        |        |      |
| 第三十九屆 2017年 | 07/15-07/23 | 男子 | 加拿大 | 立陶宛 | 韓國   | 菲律賓 | 中華藍 | 伊拉克 | 伊朗   | 日本   | 中華白 | 印度 |
| 第四十屆 2018年   | 07/14-07/22 | 男子 | 加拿大 | 伊朗   | 韓國   | 菲律賓 | 中華藍 | 日本   | 立陶宛 | 中華白 | 印尼   |      |
| 第四十屆 2018年   | 07/25-07/29 | 女子 | 紐西蘭 | 日本   | 中華籃 | 韓國   | 中華白 | 印度   |        |        |        |      |

### 2019-2028
- 第四十一屆，突尼西亞首次參加瓊斯盃比賽，後因外部因素退出，改由印尼頂替參賽。
- 約旦相隔5年參加瓊斯盃比賽。
- 菲律賓女籃相隔50年參加瓊斯盃比賽。
- 2020年，因自2019年末延燒的嚴重特殊傳染性肺炎疫情而停辦。
- 2021年，因臺灣疫情升溫三級警戒關係，再次停辦。
- 2022年，由於疫情仍未停歇，臺灣入境管制政策影響國外球隊參賽意願，隨著各國聯賽即將進入新的球季，瓊斯盃確定停辦，改辦理跨聯盟籃球邀請賽。
- 2023年，因疫情停辦三年後復辦。
- 烏克蘭相隔31年參加瓊斯盃比賽。
- 巴林相隔26年參加瓊斯盃比賽。

| 屆別 年份         | 日期         | 組別 | 名次   | 名次   | 名次   | 名次     | 名次     | 名次     | 名次   | 名次 | 名次   |
| 屆別 年份         | 日期         | 組別 | 冠軍   | 亞軍   | 季軍   | 殿軍     | 五       | 六       | 七     | 八   | 九     |
| ----------------- | ------------ | ---- | ------ | ------ | ------ | -------- | -------- | -------- | ------ | ---- | ------ |
| 第四十一屆 2019年 | 07/12～07/21 | 男子 | 菲律賓 | 韓國   | 日本   | 中華藍   | 伊朗     | 約旦     | 中華白 | 印尼 | 加拿大 |
| 第四十一屆 2019年 | 07/24～07/28 | 女子 | 日本   | 紐西蘭 | 中華白 | 韓國     | 中華藍   | 菲律賓   |        |      |        |
| 第四十二屆 2023年 | 08/05～08/09 | 女子 | 日本   | 韓國   | 中華籃 | 中華白   | 菲律賓   | 伊朗     |        |      |        |
| 第四十二屆 2023年 | 08/12～08/20 | 男子 | 美國   | 中華藍 | 韓國   | 卡達     | 阿聯     | 中華白   | 菲律賓 | 伊朗 | 日本   |
| 第四十三屆 2024年 | 07/05～07/09 | 女子 | 日本   | 中華籃 | 中華白 | 菲律賓   | 泰國     | 馬來西亞 |        |      |        |
| 第四十三屆 2024年 | 07/12～07/20 | 男子 | 菲律賓 | 中華籃 | 烏克蘭 | 馬來西亞 | 中華白   | 日本     | 阿聯   | 澳洲 | 美國   |
| 第四十四屆 2025年 | 07/02～07/06 | 女子 | 日本   | 韓國   | 世大運 | 中華籃   | 菲律賓   | 泰國     |        |      |        |
| 第四十四屆 2025年 | 07/12～07/20 | 男子 | 菲律賓 | 中華籃 | 巴林   | 中華白   | 澳洲聯隊 | 馬來西亞 | 日本   | 卡達 | 阿聯   |

## 比賽地點
- 中華體育館：1977年至1988年
- 台北體院體育館：1990年至2000年、2002年、2004年至2006年
- 鳳山體育館：2001年
- 新莊體育館：2007年至2011年、2013年、2015年至2016年、2018年至2019年、2024年至2025年
- 天母體育館：2012年、2014年
- 和平籃球館：2017年、2023年、2025年
- 彰化縣立體育館：2017年、2019年

## 瓊斯盃12大球星
2008年第30屆瓊斯盃，中華民國籃球協會與執行單位悍創行銷共同舉行「瓊斯盃12大球星」票選活動，最終票選結果為陳日興、洪濬哲、馬莉娜、鄭志龍、周俊三、錢薇娟、蔣憶德、陳信安、羅興樑、陳志忠、鄭慧芸。

## 外部連結
- 官方网站
- 威廉瓊斯盃國際籃球邀請賽的Facebook專頁
- 威廉瓊斯盃國際籃球邀請賽的Instagram帳戶